# 普里維利內 (赫爾松區)
普里維利内（烏克蘭語：Привільне），是烏克蘭南部赫爾松州赫尔松区尤维莱内市镇内的村落。始建於1932年，面積47平方公里，海拔高度35米，2001年人口273，人口密度每平方公里5.81人。